# Peter S. Elliot
Peter S. Elliot (* 20. Oktober 1962 in New York City, New York) ist ein US-amerikanischer Filmeditor.

## Leben
Peter S. Elliot begann seine Laufbahn als Schnittassistent im Jahr 1991 und wirkte im Bereich Filmschnitt an dem Actionfilm Delta Force 3 – The Killing Game mit. Es folgten weitere B-Film-Produktionen. 1994 kam schließlich mit Hellbound sein erster Film als eigenständiger Editor. Von 1996 bis 2005 war er vornehmlich als visual effects editor tätig, wandte sich danach aber wieder ganz dem Filmschnitt zu.
Für die Arbeit an 2012 waren er und sein Kollege David Brenner für den Satellite Award nominiert.

## Filmografie (Auswahl)
- 1994: Hellbound
- 2003: Coronado
- 2006: Garfield 2 (Garfield: A Tail of Two Kitties)
- 2007: Fantastic Four: Rise of the Silver Surfer
- 2009: 2012
- 2010: The Experiment
- 2011: Hop – Osterhase oder Superstar? (Hop)
- 2012: Denk wie ein Mann (Think like a Man)
- 2013: Iron Man 3
- 2013: Marvel One-Shot: Agent Carter (Kurzfilm)
- 2013: Battle of the Year
- 2014: Think Like a Man Too
- 2016: Ride Along: Next Level Miami (Ride Along 2)
- 2017: Baywatch
- 2019: Shaft
- 2020: Immer Ärger mit Grandpa (The War with Grandpa)
- 2021: Tom & Jerry
- 2022: Thor: Love and Thunder
- 2025: Back in Action